# کازل
کازل (به آلمانی: Kasel) یک شهر در آلمان است که در تریر-زاربورگ واقع شده‌است. کازل ۱٬۲۱۳ نفر جمعیت دارد.